# Homilia paschalna

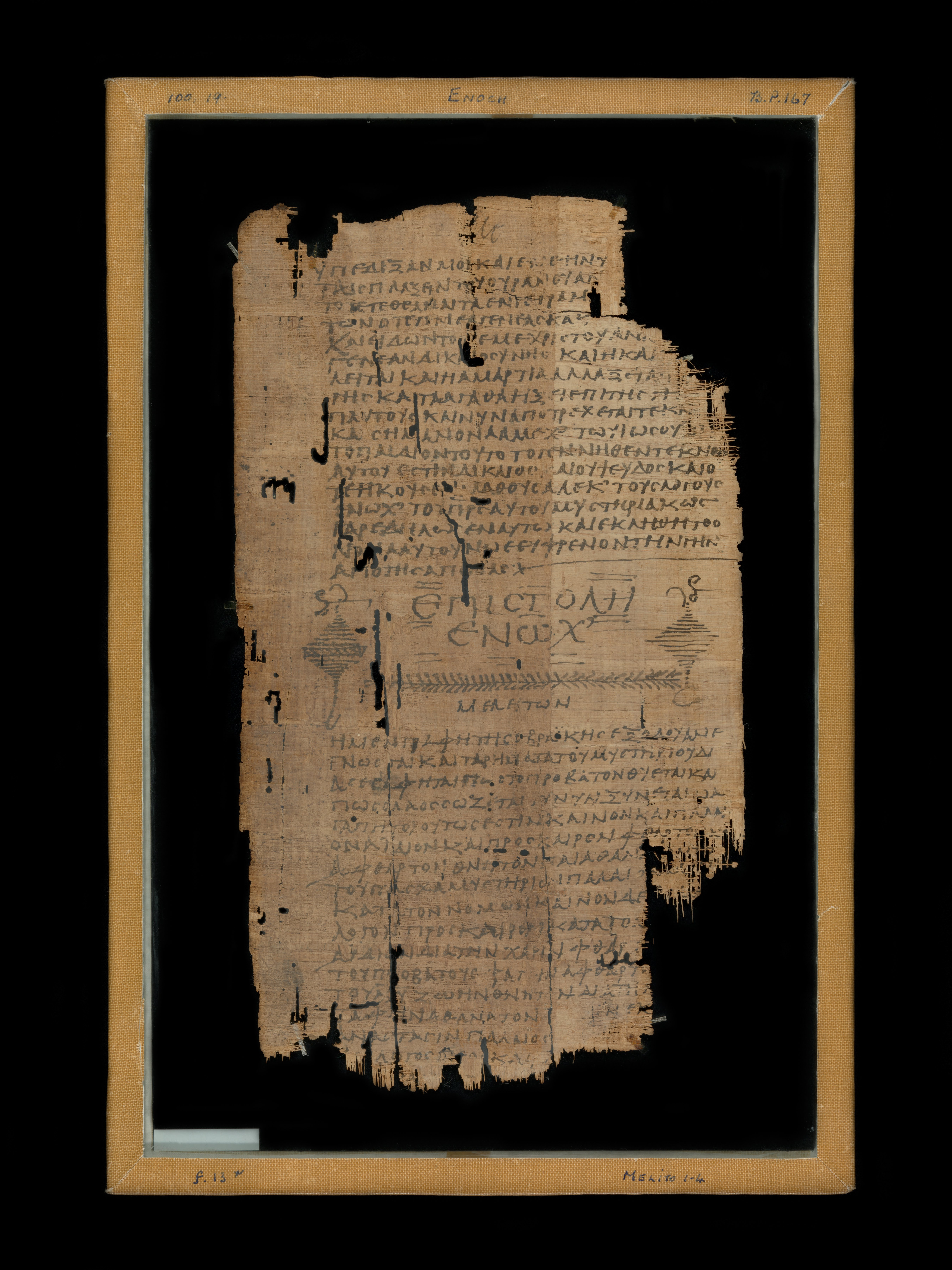
Papirus z fragmentami Księgi Henocha i Homilii Paschalnej. Dekoracyjny zawijas sygnalizuje koniec Księgi Enocha i początek Homilli Paschalnej. To proste upiększenie jest jednym z pierwszych przykładów ornamentacji w chrześcijańskich kodeksach. Egipt, IV wiek n.e. Chester Beatty Library

Homilia paschalna (przez Euzebiusza wymieniona pod tytułem O Wielkanocy) – wczesnochrześcijański utwór autorstwa Melitona z Sardes, jedyne zachowane w całości z jego dzieł. Datowana na 160–170 rok.

## Wydania krytyczne
Współcześnie znana od wydania w 1940 roku jej tekstu odczytanego z fragmentów papirusowych z kolekcji Chester Beatty przez Campbella Bonnera. Fragmenty zawiera też papirus „Bodmer XIII” w 1960 r. wydany przez Michela Testuza a także łacińska Epitome wydana przez Henry Chadwicka. Te trzy źródła wzajemnie się uzupełniają, dając możliwość dokonania wydania krytycznego kompletnego tekstu homilii. Dzięki badaniom Wifstranda, Petersona oraz Schneemelchera nie podaje się dziś w wątpliwość autentyczności tekstu i jego pochodzenia faktycznie od Melitona.

## Treść
Nie jest to homilia w dzisiejszym rozumieniu tego słowa, lecz poetyzowany komentarz wygłaszany w czasie nocnej celebracji Wielkanocy, czyli paschy chrześcijańskiej, odbywanej, zgodnie z tradycją kwartodecyman,  14 nisan. Tekst napisany został w duchu obowiązującej wówczas rzymskiej retoryki, pisany jest rytmiczną (często rymowaną) prozą i charakteryzuje się podniosłym stylem. Kanwą Homilii jest sparafrazowany opis zabicia baranka na święto Paschy z Księgi Wyjścia, którego śmierć Meliton porównuje do śmierci Jezusa. Autor rysuje wizję wypełniającego się do czasów grzechu pierworodnego planu zbawienia, którego kulminacją jest męczeńska śmierć Chrystusa, zapowiadana przez proroków starotestamentowych. Wyrażony zostaje pogląd o odrzuceniu Izraela przez Boga po tym, jak odtrącił on Jezusa, którego przyjęły narody pogańskie. Zakończenie utworu zawiera apoteozę Chrystusa jako zbawcy ludzkości i władcy świata. Treść Homilii paschalnej i realia ówczesnej epoki wskazują, że była ona najprawdopodobniej wymierzona przeciw doketom i marcjonistom.

### Misterium paschalne
Ponieważ chrześcijańskie obrzędy paschalne są wypełnieniem żydowskiego święta Pesach, w homilii jest wiele nawiązań do ustępu z Księgi Wyjścia zawierającego jej opis (Wj 12,1–32). Wstęp wskazuje, że Homilia paschalna była wykorzystywana jako utwór liturgiczny zaraz po odczytaniu fragmentu Księgi Wyjścia, przed agapą i liturgią eucharystyczną.
Jak zwrócił uwagę Raniero Cantalamessa, śmierć Chrystusa była postrzegana jako realizacja tego, czego oczekiwano w starej passze. Meliton wyraził to formie świadomie wzorowanej na języku Wcielenia Jana Ewangelisty. Meliton chciał przez to wyrazić, że misterium paschalne jest jedynie końcowym aktem i logicznym wypełnieniem procesu, który rozpoczął się wraz z Wcieleniem Chrystusa:

Prawo stało się Słowem / stare stało się nowym / (...) / model stał się rzeczywistością / baranek stał się Synem.

### Chrystologiczne wyznanie wiary
Christoph Schönborn wskazał fragment homilii, będący uroczystym chrystologicznym wyznaniem wiary.

Tak też jest rzeczywiście: / On to odnowił niebo i ziemię, / On, który niegdyś na początku ukształtował był człowieka; / Jego to zapowiadało Prawo i przepowiadali Prorocy; / On wcielił się w łonie Dziewicy; / On zawisł na drzewie, / został pogrzebany, / zmartwychwstał i wstąpił na niebiosa; / On siedzi po prawicy Ojca; / On posiada wszelką władzę, aby sądzić i ocalać; / przez Niego Ojciec stworzył wszystko / od początku aż po wieki wieków.

Fragment ten jest przeniknięty pewnością paschalnego triumfu Chrystusa i jego wiecznego panowania. Jezus jest uznany za Króla wszechświata i Pana, Alfę i Omegę.

## W liturgii dzisiaj
Współcześnie fragment Homilii paschalnej stanowi w Kościele łacińskim drugie czytanie godziny czytań na Wielki Czwartek. Został także wykorzystany przez zespół 2Tm2,3 w utworze Homilia Melitona z płyty 888.